# Església de l'Assumpció de Benaguasil
L'Església de l'Assumpció, sub invocatione Assumptionis Beatae Mariae Virginis, com era costum al S. XIII, es troba al centre urbà de Benaguasil, al Camp de Túria (País Valencià). Està situat a la plaça Major, sobre el solar de l'antiga mesquita musulmana. S'iniciaren les obres el 1703 i, després de la guerra, es van reiniciar el 1725 i es va inaugurar el 1737, en un model que seguia els esquemes tradicionals d'aquest període i amb una façana amb influències del darrer barroc valencià. Consta de tres naus, tot sent la del mig la major, amb una elevada cúpula. Per la seua banda, el campanar hi té tres cossos: el superior, on hi ha les campanes, és el més destacat.
Dins del temple hi havia un retaule de la Mare de Déu de l'Assumpció, rodejada d'àngels, sobre fusta llavorada, daurada. La peça es va perdre durant la Guerra civil espanyola. Posteriorment, es va fer una rèplica per a substituir-lo, a càrrec de Francisco Garcés Martínez, del pintor Francisco López i els seus respectius equips. El nou retaule es va començar a muntar el 1957 i es va beneir set anys després, el 1964.